# ويليام جولدي
ويليام جولدي (بالإنجليزية: William Goldie)‏ (22 يناير 1878 في المملكة المتحدة - 3 فبراير 1952 في المملكة المتحدة) هو لاعب كرة قدم بريطاني (وحمل سابقاً جنسية المملكة المتحدة لبريطانيا العظمى وأيرلندا) في مركز نصف الجناح. لعب مع ليستر سيتي ونادي فولهام ونادي ليفربول ونادي كلايد.